# Alexander Boscovich
Alexander Urijah Boscovich (także Boskovich; ur. 16 sierpnia 1907 w Klużu, zm. 5 listopada 1964 w Tel-Awiwie) – izraelski kompozytor.

## Życiorys
Kształcił się w Budapeszcie, następnie w latach 1924–1929 studiował w Konserwatorium Wiedeńskim u Richarda Stöhra (kompozycja) i Victora Ebesteina (fortepian). Później wyjechał do Paryża, gdzie studiował w École normale de musique de Paris u Paula Dukasa i Nadii Boulanger, a także pobierał lekcje fortepianu u Alfreda Cortot. W latach 1930–1938 był dyrygentem opery w Klużu. W 1938 roku wyemigrował do Palestyny.
W latach 1945–1964 wykładał w Akademii Muzycznej w Tel-Awiwie. Od 1955 do 1964 roku pracował jako krytyk muzyczny w czasopiśmie Ha-Arec. Był autorem prac naukowych na temat muzyki żydowskiej. Wspólnie z Herzlem Shmuelim przełożył na język hebrajski prace teoretyczne Paula Hindemitha.

## Twórczość
Tworzył w idiomie diatonicznej muzyki europejskiej, wzbogacając ją o elementy bliskowschodnie. Sięgał do elementów folkloru żydowskiego, a także kabały i literatury chasydzkiej, stylizując melodykę i rytmikę oraz koloryt instrumentów. W latach 60. pod wpływem Pierre’a Bouleza zaczął eksperymentować z innowacjami dźwiękowymi.
Skomponował m.in. suitę Złoty łańcuch (1937), Psalm na skrzypce i fortepian (1942, wersja zrewidowana 1957), Koncert skrzypcowy (1942, wersja zrewidowana 1944), Koncert obojowy (1943, wersja zrewidowana 1950), Suitę semicką na orkiestrę lub w wersjach na fortepian (1946, wersja zrewidowana 1950), Cantico di ma’aloth na orkiestrę (1960), kantatę Bat Israel na tenora, chór i orkiestrę do tekstów biblijnych i liturgii hebrajskiej Chajima Bialika (1961), Kina na wiolonczelę lub skrzypce i fortepian (1962), Concerto da camera na skrzypce i 10 instrumentów (1962), oratorium Ha’or haganuz (1964), Adayim na flet i orkiestrę (1964).